# Bert Williams (Fußballspieler)
Bert Frederick Williams, MBE (* 31. Januar 1920 in Bilston, Staffordshire; † 19. Januar 2014 in Wolverhampton) war ein englischer Fußballtorhüter.
Nachdem Williams die Schule beendet hatte, begann er in Great Bridge, einem Ort in West Midlands zu arbeiten. Nebenher spielte er für den Thompson's FC in der Wolverhampton Works League. Dort wurde er von Andy Wilson, seinerzeit Trainer beim FC Walsall, entdeckt und als 15-Jähriger wechselte er nach Walsall.
Als Harry Hibbs, ehemaliger Torhüter der englischen Nationalmannschaft den Trainerposten des FC Walsall übernahm, erkannte er das Talent und Williams debütierte als 16-Jähriger in der ersten Mannschaft des Vereins. 
Der Zweite Weltkrieg bremste zunächst die Karriere des jungen Schlussmannes, da er seinen Kriegsdienst in der Royal Air Force abzuleisten hatte. Während er dermaßen durch die Welt kam, trat er zwei Mal mit englischen Auswahlen gegen eine walisische bzw. eine französische Auswahl an.
Nach dem Krieg wollte Williams ursprünglich zum FC Chelsea wechseln, jedoch boten die Wolverhampton Wanderers 3.500 £ für ihn und Williams entschied sich gegen den Londoner Verein. Für die Wolves sollte er 420 Spiele bestreiten, darunter 381 Ligaspiele. Außerdem feierte er 1949 den Sieg im FA Cup und 1954 gelang es, die Meisterschaft zu holen.
Am 22. Mai 1949 erhielt Williams seine erste Einladung zu einem offiziellen Länderspiel und England schlug Frankreich mit 3:1. 1950 nahm er an der Weltmeisterschaft teil, bei der England allerdings in der Gruppenphase scheiterte. Bekannt ist dabei vor allem die 0:1-Niederlage gegen die USA. Nach einer weiteren Niederlage gegen den späteren Gruppensieger Spanien scheiterte man als Gruppenzweiter. Am 22. Oktober 1955 verabschiedete er sich nach 24 Länderspielen mit einer 1:2-Niederlage gegen Wales von der Nationalmannschaft.
Nach dem Ende seiner Karriere eröffnete Williams ein Sportgeschäft in seiner Heimatstadt Bilston. Er betrieb eine Fußballschule für Torhüter, aus der unter anderem Phil Parkes und Joe Corrigan hervorgingen. Nach dem Tod seiner Ehefrau 2002 widmete er sich dem Sammeln von Spenden für die Alzheimer’s Society. Williams verstarb kurz vor seinem 94. Geburtstag, er hinterließ drei Kinder.